# Hvalvatn
Hvalvatn ist ein See in Island. Er liegt wenige Kilometer östlich des Hvalfjörður im Westen des Landes. Er befindet sich im äußersten Osten der Gemeinde Hvalfjarðarsveit.

## Geografie
Der Hvalvatn ist mit bis 180 m Tiefe der dritttiefste See im Land. Seine Fläche misst 4,1 km².
Der See liegt östlich zu Füßen des Tafelvulkans Hvalfell und nördlich des Berges Botnssúlur.
Der Fluss Botnsá verlässt den See und stürzt nicht weit davon entfernt neben dem Hvalfell etwa 200 m in die Tiefe. Es handelt sich hierbei um den zweithöchsten Wasserfall Islands, den Glymur. Wanderwege führen zu See und Wasserfall.